# Peedu (Albu)
Peedu – wieś w Estonii, w prowincji Järva, w gminie Albu.